# Swangardstadion
Het Swangardstadion is een multifunctioneel stadion in Burnaby, Canada. Het stadion wordt gebruikt voor voetbal-, American football-, rugby- en atletiekwedstrijden. De voetbalclub Vancouver Whitecaps FC (1986) en de atletiekclub Simon Fraser Clan maken gebruik van dit stadion. In het stadion is plaats voor 6.868 toeschouwers. Het stadion werd geopend op 26 april 1969.

## Internationale toernooien
In 2007 werd van dit stadion gebruik gemaakt voor het Wereldkampioenschap voetbal onder 20 - 2007. Dat toernooi werd gespeeld van 30 juni tot en met 22 juli. In het stadion waren 6 groepswedstrijden en de kwartfinale tussen Spanje en Brazilië (4–2).